# یشیل‌یورت (چای)
یشیل‌یورت (به ترکی استانبولی: Yeşilyurt) یک منطقهٔ مسکونی در ترکیه است که در چای (شهر) واقع شده‌است.